# Contea di Republic
La contea di Republic in inglese Republic County è una contea dello Stato del Kansas, negli Stati Uniti. La popolazione al censimento del 2000 era di 5 835 abitanti. Il capoluogo di contea è Belleville